# Berberský kůň

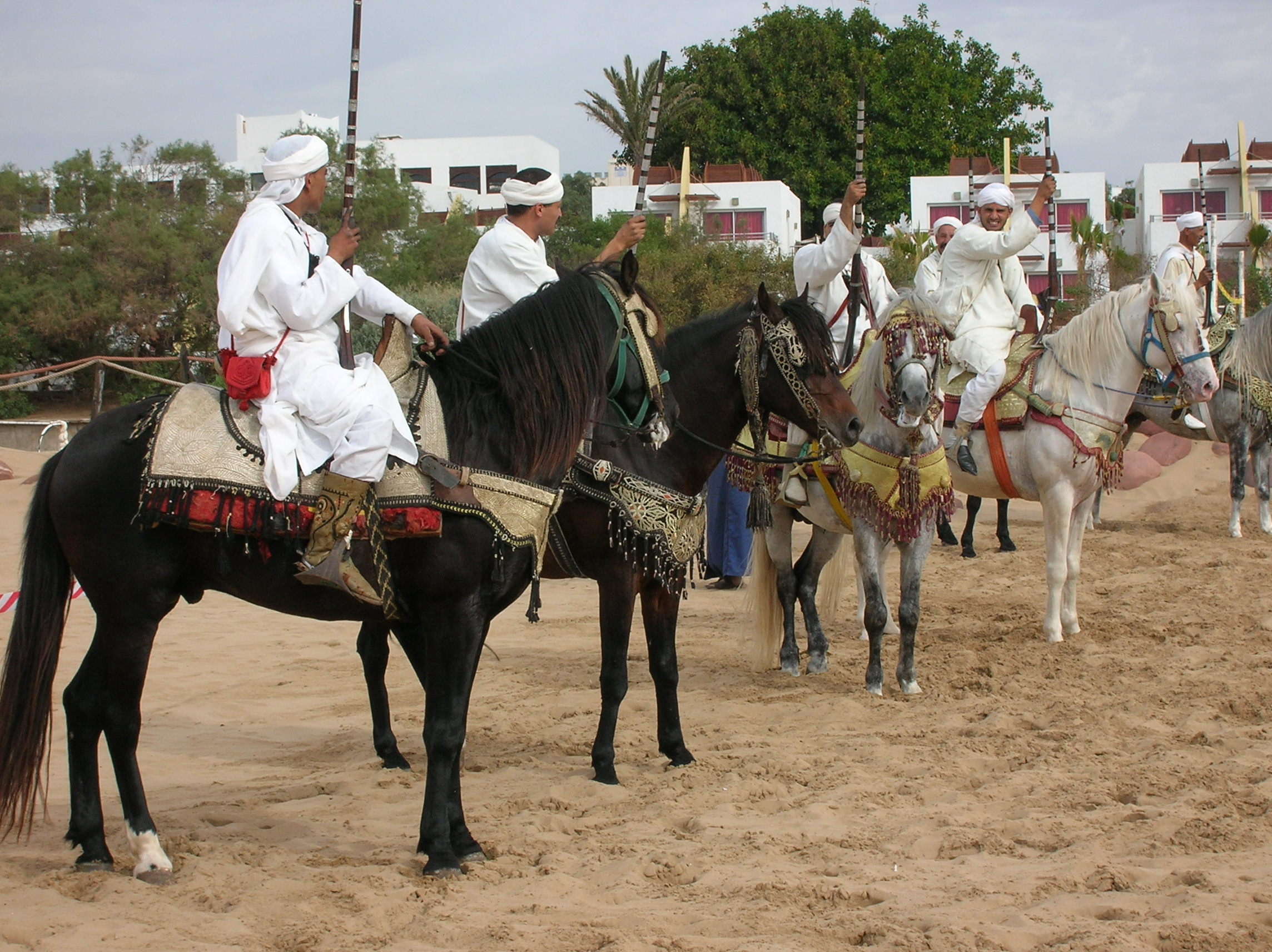
Berbeři na berberských koních

Berberský kůň je jedním z pouštních plemen koní v Africe. Patří mezi teplokrevníky.

## Historie plemene
Berber je starobylé plemeno, pochází ze severní Afriky (Maroko, Alžírsko, Libye), kde se zřejmě v 6. století zkřížili západní koně starogermánských Vandalů s koňmi orientálními. Maurové je pak dál zušlechťovali arabskými plnokrevníky. Berber sám se podílel na vzniku mnoha dalších plemen, převážně španělských, ale i třeba anglického plnokrevníka nebo connemary.

## Charakteristika plemene
Berber má delší mírně klabonosou hlavu, sraženou záď a nízko nasazený ocas. Bedra mají 6 obratlů, na nohách mívá rousy. V kohoutku měří kolem 153 cm. Je velmi odolný vůči suchu a horku, vyniká svou vytrvalostí a houževnatostí. V závodě jezdců napříč pouští dokázal uběhnout 160 km za 9 hodin. Je obratný a na krátké vzdálenosti rychlý.
Dnešní barvení bývá díky přikřížení arabů bílé, ale původně byli berbeři převážně vraníci, hnědáci nebo ryzáci.

## Využití
Dnes běžně slouží jako dopravní prostředek pouštních a horských kočovníků.